# Zeuxip d'Heraclea
|  | Per a altres significats, vegeu «Zeuxip». |

Zeuxip (en llatí Zeuxippus, en grec antic Ζεύξιππος) fou un pintor grec.
Era nascut a Heraclea i el menciona Sòcrates al diàleg Protagoras de Plató, que diu: "aquest home jove recentment arribat a la ciutat..." (τούτου τοῦ νεανίσκου τοῦ νῦν νεωστὶ ἐπιδημοῦντος), cosa que ajuda a assignar-li un període, al segle v aC. Es pensa que podria tractar-se de la mateixa persona que Zeuxis d'Heraclea.